# Dragoljub Velimirović
|   | a | b | c | d | e | f | g | h |   |
| 8 | a8 – Czarna wieża · c8 – Czarny goniec · d8 – Czarny hetman · e8 – Czarny król · f8 – Czarny goniec · h8 – Czarna wieża · a7 – Czarny pionek · b7 – Czarny pionek · f7 – Czarny pionek · g7 – Czarny pionek · h7 – Czarny pionek · c6 – Czarny skoczek · d6 – Czarny pionek · e6 – Czarny pionek · f6 – Czarny skoczek · c4 – Biały goniec · d4 – Biały skoczek · e4 – Biały pionek · c3 – Biały skoczek · e3 – Biały goniec · a2 – Biały pionek · b2 – Biały pionek · c2 – Biały pionek · f2 – Biały pionek · g2 – Biały pionek · h2 – Biały pionek · a1 – Biała wieża · d1 – Biały hetman · e1 – Biały król · h1 – Biała wieża | a8 – Czarna wieża · c8 – Czarny goniec · d8 – Czarny hetman · e8 – Czarny król · f8 – Czarny goniec · h8 – Czarna wieża · a7 – Czarny pionek · b7 – Czarny pionek · f7 – Czarny pionek · g7 – Czarny pionek · h7 – Czarny pionek · c6 – Czarny skoczek · d6 – Czarny pionek · e6 – Czarny pionek · f6 – Czarny skoczek · c4 – Biały goniec · d4 – Biały skoczek · e4 – Biały pionek · c3 – Biały skoczek · e3 – Biały goniec · a2 – Biały pionek · b2 – Biały pionek · c2 – Biały pionek · f2 – Biały pionek · g2 – Biały pionek · h2 – Biały pionek · a1 – Biała wieża · d1 – Biały hetman · e1 – Biały król · h1 – Biała wieża | a8 – Czarna wieża · c8 – Czarny goniec · d8 – Czarny hetman · e8 – Czarny król · f8 – Czarny goniec · h8 – Czarna wieża · a7 – Czarny pionek · b7 – Czarny pionek · f7 – Czarny pionek · g7 – Czarny pionek · h7 – Czarny pionek · c6 – Czarny skoczek · d6 – Czarny pionek · e6 – Czarny pionek · f6 – Czarny skoczek · c4 – Biały goniec · d4 – Biały skoczek · e4 – Biały pionek · c3 – Biały skoczek · e3 – Biały goniec · a2 – Biały pionek · b2 – Biały pionek · c2 – Biały pionek · f2 – Biały pionek · g2 – Biały pionek · h2 – Biały pionek · a1 – Biała wieża · d1 – Biały hetman · e1 – Biały król · h1 – Biała wieża | a8 – Czarna wieża · c8 – Czarny goniec · d8 – Czarny hetman · e8 – Czarny król · f8 – Czarny goniec · h8 – Czarna wieża · a7 – Czarny pionek · b7 – Czarny pionek · f7 – Czarny pionek · g7 – Czarny pionek · h7 – Czarny pionek · c6 – Czarny skoczek · d6 – Czarny pionek · e6 – Czarny pionek · f6 – Czarny skoczek · c4 – Biały goniec · d4 – Biały skoczek · e4 – Biały pionek · c3 – Biały skoczek · e3 – Biały goniec · a2 – Biały pionek · b2 – Biały pionek · c2 – Biały pionek · f2 – Biały pionek · g2 – Biały pionek · h2 – Biały pionek · a1 – Biała wieża · d1 – Biały hetman · e1 – Biały król · h1 – Biała wieża | a8 – Czarna wieża · c8 – Czarny goniec · d8 – Czarny hetman · e8 – Czarny król · f8 – Czarny goniec · h8 – Czarna wieża · a7 – Czarny pionek · b7 – Czarny pionek · f7 – Czarny pionek · g7 – Czarny pionek · h7 – Czarny pionek · c6 – Czarny skoczek · d6 – Czarny pionek · e6 – Czarny pionek · f6 – Czarny skoczek · c4 – Biały goniec · d4 – Biały skoczek · e4 – Biały pionek · c3 – Biały skoczek · e3 – Biały goniec · a2 – Biały pionek · b2 – Biały pionek · c2 – Biały pionek · f2 – Biały pionek · g2 – Biały pionek · h2 – Biały pionek · a1 – Biała wieża · d1 – Biały hetman · e1 – Biały król · h1 – Biała wieża | a8 – Czarna wieża · c8 – Czarny goniec · d8 – Czarny hetman · e8 – Czarny król · f8 – Czarny goniec · h8 – Czarna wieża · a7 – Czarny pionek · b7 – Czarny pionek · f7 – Czarny pionek · g7 – Czarny pionek · h7 – Czarny pionek · c6 – Czarny skoczek · d6 – Czarny pionek · e6 – Czarny pionek · f6 – Czarny skoczek · c4 – Biały goniec · d4 – Biały skoczek · e4 – Biały pionek · c3 – Biały skoczek · e3 – Biały goniec · a2 – Biały pionek · b2 – Biały pionek · c2 – Biały pionek · f2 – Biały pionek · g2 – Biały pionek · h2 – Biały pionek · a1 – Biała wieża · d1 – Biały hetman · e1 – Biały król · h1 – Biała wieża | a8 – Czarna wieża · c8 – Czarny goniec · d8 – Czarny hetman · e8 – Czarny król · f8 – Czarny goniec · h8 – Czarna wieża · a7 – Czarny pionek · b7 – Czarny pionek · f7 – Czarny pionek · g7 – Czarny pionek · h7 – Czarny pionek · c6 – Czarny skoczek · d6 – Czarny pionek · e6 – Czarny pionek · f6 – Czarny skoczek · c4 – Biały goniec · d4 – Biały skoczek · e4 – Biały pionek · c3 – Biały skoczek · e3 – Biały goniec · a2 – Biały pionek · b2 – Biały pionek · c2 – Biały pionek · f2 – Biały pionek · g2 – Biały pionek · h2 – Biały pionek · a1 – Biała wieża · d1 – Biały hetman · e1 – Biały król · h1 – Biała wieża | a8 – Czarna wieża · c8 – Czarny goniec · d8 – Czarny hetman · e8 – Czarny król · f8 – Czarny goniec · h8 – Czarna wieża · a7 – Czarny pionek · b7 – Czarny pionek · f7 – Czarny pionek · g7 – Czarny pionek · h7 – Czarny pionek · c6 – Czarny skoczek · d6 – Czarny pionek · e6 – Czarny pionek · f6 – Czarny skoczek · c4 – Biały goniec · d4 – Biały skoczek · e4 – Biały pionek · c3 – Biały skoczek · e3 – Biały goniec · a2 – Biały pionek · b2 – Biały pionek · c2 – Biały pionek · f2 – Biały pionek · g2 – Biały pionek · h2 – Biały pionek · a1 – Biała wieża · d1 – Biały hetman · e1 – Biały król · h1 – Biała wieża | 8 |
| 7 | a8 – Czarna wieża · c8 – Czarny goniec · d8 – Czarny hetman · e8 – Czarny król · f8 – Czarny goniec · h8 – Czarna wieża · a7 – Czarny pionek · b7 – Czarny pionek · f7 – Czarny pionek · g7 – Czarny pionek · h7 – Czarny pionek · c6 – Czarny skoczek · d6 – Czarny pionek · e6 – Czarny pionek · f6 – Czarny skoczek · c4 – Biały goniec · d4 – Biały skoczek · e4 – Biały pionek · c3 – Biały skoczek · e3 – Biały goniec · a2 – Biały pionek · b2 – Biały pionek · c2 – Biały pionek · f2 – Biały pionek · g2 – Biały pionek · h2 – Biały pionek · a1 – Biała wieża · d1 – Biały hetman · e1 – Biały król · h1 – Biała wieża | a8 – Czarna wieża · c8 – Czarny goniec · d8 – Czarny hetman · e8 – Czarny król · f8 – Czarny goniec · h8 – Czarna wieża · a7 – Czarny pionek · b7 – Czarny pionek · f7 – Czarny pionek · g7 – Czarny pionek · h7 – Czarny pionek · c6 – Czarny skoczek · d6 – Czarny pionek · e6 – Czarny pionek · f6 – Czarny skoczek · c4 – Biały goniec · d4 – Biały skoczek · e4 – Biały pionek · c3 – Biały skoczek · e3 – Biały goniec · a2 – Biały pionek · b2 – Biały pionek · c2 – Biały pionek · f2 – Biały pionek · g2 – Biały pionek · h2 – Biały pionek · a1 – Biała wieża · d1 – Biały hetman · e1 – Biały król · h1 – Biała wieża | a8 – Czarna wieża · c8 – Czarny goniec · d8 – Czarny hetman · e8 – Czarny król · f8 – Czarny goniec · h8 – Czarna wieża · a7 – Czarny pionek · b7 – Czarny pionek · f7 – Czarny pionek · g7 – Czarny pionek · h7 – Czarny pionek · c6 – Czarny skoczek · d6 – Czarny pionek · e6 – Czarny pionek · f6 – Czarny skoczek · c4 – Biały goniec · d4 – Biały skoczek · e4 – Biały pionek · c3 – Biały skoczek · e3 – Biały goniec · a2 – Biały pionek · b2 – Biały pionek · c2 – Biały pionek · f2 – Biały pionek · g2 – Biały pionek · h2 – Biały pionek · a1 – Biała wieża · d1 – Biały hetman · e1 – Biały król · h1 – Biała wieża | a8 – Czarna wieża · c8 – Czarny goniec · d8 – Czarny hetman · e8 – Czarny król · f8 – Czarny goniec · h8 – Czarna wieża · a7 – Czarny pionek · b7 – Czarny pionek · f7 – Czarny pionek · g7 – Czarny pionek · h7 – Czarny pionek · c6 – Czarny skoczek · d6 – Czarny pionek · e6 – Czarny pionek · f6 – Czarny skoczek · c4 – Biały goniec · d4 – Biały skoczek · e4 – Biały pionek · c3 – Biały skoczek · e3 – Biały goniec · a2 – Biały pionek · b2 – Biały pionek · c2 – Biały pionek · f2 – Biały pionek · g2 – Biały pionek · h2 – Biały pionek · a1 – Biała wieża · d1 – Biały hetman · e1 – Biały król · h1 – Biała wieża | a8 – Czarna wieża · c8 – Czarny goniec · d8 – Czarny hetman · e8 – Czarny król · f8 – Czarny goniec · h8 – Czarna wieża · a7 – Czarny pionek · b7 – Czarny pionek · f7 – Czarny pionek · g7 – Czarny pionek · h7 – Czarny pionek · c6 – Czarny skoczek · d6 – Czarny pionek · e6 – Czarny pionek · f6 – Czarny skoczek · c4 – Biały goniec · d4 – Biały skoczek · e4 – Biały pionek · c3 – Biały skoczek · e3 – Biały goniec · a2 – Biały pionek · b2 – Biały pionek · c2 – Biały pionek · f2 – Biały pionek · g2 – Biały pionek · h2 – Biały pionek · a1 – Biała wieża · d1 – Biały hetman · e1 – Biały król · h1 – Biała wieża | a8 – Czarna wieża · c8 – Czarny goniec · d8 – Czarny hetman · e8 – Czarny król · f8 – Czarny goniec · h8 – Czarna wieża · a7 – Czarny pionek · b7 – Czarny pionek · f7 – Czarny pionek · g7 – Czarny pionek · h7 – Czarny pionek · c6 – Czarny skoczek · d6 – Czarny pionek · e6 – Czarny pionek · f6 – Czarny skoczek · c4 – Biały goniec · d4 – Biały skoczek · e4 – Biały pionek · c3 – Biały skoczek · e3 – Biały goniec · a2 – Biały pionek · b2 – Biały pionek · c2 – Biały pionek · f2 – Biały pionek · g2 – Biały pionek · h2 – Biały pionek · a1 – Biała wieża · d1 – Biały hetman · e1 – Biały król · h1 – Biała wieża | a8 – Czarna wieża · c8 – Czarny goniec · d8 – Czarny hetman · e8 – Czarny król · f8 – Czarny goniec · h8 – Czarna wieża · a7 – Czarny pionek · b7 – Czarny pionek · f7 – Czarny pionek · g7 – Czarny pionek · h7 – Czarny pionek · c6 – Czarny skoczek · d6 – Czarny pionek · e6 – Czarny pionek · f6 – Czarny skoczek · c4 – Biały goniec · d4 – Biały skoczek · e4 – Biały pionek · c3 – Biały skoczek · e3 – Biały goniec · a2 – Biały pionek · b2 – Biały pionek · c2 – Biały pionek · f2 – Biały pionek · g2 – Biały pionek · h2 – Biały pionek · a1 – Biała wieża · d1 – Biały hetman · e1 – Biały król · h1 – Biała wieża | a8 – Czarna wieża · c8 – Czarny goniec · d8 – Czarny hetman · e8 – Czarny król · f8 – Czarny goniec · h8 – Czarna wieża · a7 – Czarny pionek · b7 – Czarny pionek · f7 – Czarny pionek · g7 – Czarny pionek · h7 – Czarny pionek · c6 – Czarny skoczek · d6 – Czarny pionek · e6 – Czarny pionek · f6 – Czarny skoczek · c4 – Biały goniec · d4 – Biały skoczek · e4 – Biały pionek · c3 – Biały skoczek · e3 – Biały goniec · a2 – Biały pionek · b2 – Biały pionek · c2 – Biały pionek · f2 – Biały pionek · g2 – Biały pionek · h2 – Biały pionek · a1 – Biała wieża · d1 – Biały hetman · e1 – Biały król · h1 – Biała wieża | 7 |
| 6 | a8 – Czarna wieża · c8 – Czarny goniec · d8 – Czarny hetman · e8 – Czarny król · f8 – Czarny goniec · h8 – Czarna wieża · a7 – Czarny pionek · b7 – Czarny pionek · f7 – Czarny pionek · g7 – Czarny pionek · h7 – Czarny pionek · c6 – Czarny skoczek · d6 – Czarny pionek · e6 – Czarny pionek · f6 – Czarny skoczek · c4 – Biały goniec · d4 – Biały skoczek · e4 – Biały pionek · c3 – Biały skoczek · e3 – Biały goniec · a2 – Biały pionek · b2 – Biały pionek · c2 – Biały pionek · f2 – Biały pionek · g2 – Biały pionek · h2 – Biały pionek · a1 – Biała wieża · d1 – Biały hetman · e1 – Biały król · h1 – Biała wieża | a8 – Czarna wieża · c8 – Czarny goniec · d8 – Czarny hetman · e8 – Czarny król · f8 – Czarny goniec · h8 – Czarna wieża · a7 – Czarny pionek · b7 – Czarny pionek · f7 – Czarny pionek · g7 – Czarny pionek · h7 – Czarny pionek · c6 – Czarny skoczek · d6 – Czarny pionek · e6 – Czarny pionek · f6 – Czarny skoczek · c4 – Biały goniec · d4 – Biały skoczek · e4 – Biały pionek · c3 – Biały skoczek · e3 – Biały goniec · a2 – Biały pionek · b2 – Biały pionek · c2 – Biały pionek · f2 – Biały pionek · g2 – Biały pionek · h2 – Biały pionek · a1 – Biała wieża · d1 – Biały hetman · e1 – Biały król · h1 – Biała wieża | a8 – Czarna wieża · c8 – Czarny goniec · d8 – Czarny hetman · e8 – Czarny król · f8 – Czarny goniec · h8 – Czarna wieża · a7 – Czarny pionek · b7 – Czarny pionek · f7 – Czarny pionek · g7 – Czarny pionek · h7 – Czarny pionek · c6 – Czarny skoczek · d6 – Czarny pionek · e6 – Czarny pionek · f6 – Czarny skoczek · c4 – Biały goniec · d4 – Biały skoczek · e4 – Biały pionek · c3 – Biały skoczek · e3 – Biały goniec · a2 – Biały pionek · b2 – Biały pionek · c2 – Biały pionek · f2 – Biały pionek · g2 – Biały pionek · h2 – Biały pionek · a1 – Biała wieża · d1 – Biały hetman · e1 – Biały król · h1 – Biała wieża | a8 – Czarna wieża · c8 – Czarny goniec · d8 – Czarny hetman · e8 – Czarny król · f8 – Czarny goniec · h8 – Czarna wieża · a7 – Czarny pionek · b7 – Czarny pionek · f7 – Czarny pionek · g7 – Czarny pionek · h7 – Czarny pionek · c6 – Czarny skoczek · d6 – Czarny pionek · e6 – Czarny pionek · f6 – Czarny skoczek · c4 – Biały goniec · d4 – Biały skoczek · e4 – Biały pionek · c3 – Biały skoczek · e3 – Biały goniec · a2 – Biały pionek · b2 – Biały pionek · c2 – Biały pionek · f2 – Biały pionek · g2 – Biały pionek · h2 – Biały pionek · a1 – Biała wieża · d1 – Biały hetman · e1 – Biały król · h1 – Biała wieża | a8 – Czarna wieża · c8 – Czarny goniec · d8 – Czarny hetman · e8 – Czarny król · f8 – Czarny goniec · h8 – Czarna wieża · a7 – Czarny pionek · b7 – Czarny pionek · f7 – Czarny pionek · g7 – Czarny pionek · h7 – Czarny pionek · c6 – Czarny skoczek · d6 – Czarny pionek · e6 – Czarny pionek · f6 – Czarny skoczek · c4 – Biały goniec · d4 – Biały skoczek · e4 – Biały pionek · c3 – Biały skoczek · e3 – Biały goniec · a2 – Biały pionek · b2 – Biały pionek · c2 – Biały pionek · f2 – Biały pionek · g2 – Biały pionek · h2 – Biały pionek · a1 – Biała wieża · d1 – Biały hetman · e1 – Biały król · h1 – Biała wieża | a8 – Czarna wieża · c8 – Czarny goniec · d8 – Czarny hetman · e8 – Czarny król · f8 – Czarny goniec · h8 – Czarna wieża · a7 – Czarny pionek · b7 – Czarny pionek · f7 – Czarny pionek · g7 – Czarny pionek · h7 – Czarny pionek · c6 – Czarny skoczek · d6 – Czarny pionek · e6 – Czarny pionek · f6 – Czarny skoczek · c4 – Biały goniec · d4 – Biały skoczek · e4 – Biały pionek · c3 – Biały skoczek · e3 – Biały goniec · a2 – Biały pionek · b2 – Biały pionek · c2 – Biały pionek · f2 – Biały pionek · g2 – Biały pionek · h2 – Biały pionek · a1 – Biała wieża · d1 – Biały hetman · e1 – Biały król · h1 – Biała wieża | a8 – Czarna wieża · c8 – Czarny goniec · d8 – Czarny hetman · e8 – Czarny król · f8 – Czarny goniec · h8 – Czarna wieża · a7 – Czarny pionek · b7 – Czarny pionek · f7 – Czarny pionek · g7 – Czarny pionek · h7 – Czarny pionek · c6 – Czarny skoczek · d6 – Czarny pionek · e6 – Czarny pionek · f6 – Czarny skoczek · c4 – Biały goniec · d4 – Biały skoczek · e4 – Biały pionek · c3 – Biały skoczek · e3 – Biały goniec · a2 – Biały pionek · b2 – Biały pionek · c2 – Biały pionek · f2 – Biały pionek · g2 – Biały pionek · h2 – Biały pionek · a1 – Biała wieża · d1 – Biały hetman · e1 – Biały król · h1 – Biała wieża | a8 – Czarna wieża · c8 – Czarny goniec · d8 – Czarny hetman · e8 – Czarny król · f8 – Czarny goniec · h8 – Czarna wieża · a7 – Czarny pionek · b7 – Czarny pionek · f7 – Czarny pionek · g7 – Czarny pionek · h7 – Czarny pionek · c6 – Czarny skoczek · d6 – Czarny pionek · e6 – Czarny pionek · f6 – Czarny skoczek · c4 – Biały goniec · d4 – Biały skoczek · e4 – Biały pionek · c3 – Biały skoczek · e3 – Biały goniec · a2 – Biały pionek · b2 – Biały pionek · c2 – Biały pionek · f2 – Biały pionek · g2 – Biały pionek · h2 – Biały pionek · a1 – Biała wieża · d1 – Biały hetman · e1 – Biały król · h1 – Biała wieża | 6 |
| 5 | a8 – Czarna wieża · c8 – Czarny goniec · d8 – Czarny hetman · e8 – Czarny król · f8 – Czarny goniec · h8 – Czarna wieża · a7 – Czarny pionek · b7 – Czarny pionek · f7 – Czarny pionek · g7 – Czarny pionek · h7 – Czarny pionek · c6 – Czarny skoczek · d6 – Czarny pionek · e6 – Czarny pionek · f6 – Czarny skoczek · c4 – Biały goniec · d4 – Biały skoczek · e4 – Biały pionek · c3 – Biały skoczek · e3 – Biały goniec · a2 – Biały pionek · b2 – Biały pionek · c2 – Biały pionek · f2 – Biały pionek · g2 – Biały pionek · h2 – Biały pionek · a1 – Biała wieża · d1 – Biały hetman · e1 – Biały król · h1 – Biała wieża | a8 – Czarna wieża · c8 – Czarny goniec · d8 – Czarny hetman · e8 – Czarny król · f8 – Czarny goniec · h8 – Czarna wieża · a7 – Czarny pionek · b7 – Czarny pionek · f7 – Czarny pionek · g7 – Czarny pionek · h7 – Czarny pionek · c6 – Czarny skoczek · d6 – Czarny pionek · e6 – Czarny pionek · f6 – Czarny skoczek · c4 – Biały goniec · d4 – Biały skoczek · e4 – Biały pionek · c3 – Biały skoczek · e3 – Biały goniec · a2 – Biały pionek · b2 – Biały pionek · c2 – Biały pionek · f2 – Biały pionek · g2 – Biały pionek · h2 – Biały pionek · a1 – Biała wieża · d1 – Biały hetman · e1 – Biały król · h1 – Biała wieża | a8 – Czarna wieża · c8 – Czarny goniec · d8 – Czarny hetman · e8 – Czarny król · f8 – Czarny goniec · h8 – Czarna wieża · a7 – Czarny pionek · b7 – Czarny pionek · f7 – Czarny pionek · g7 – Czarny pionek · h7 – Czarny pionek · c6 – Czarny skoczek · d6 – Czarny pionek · e6 – Czarny pionek · f6 – Czarny skoczek · c4 – Biały goniec · d4 – Biały skoczek · e4 – Biały pionek · c3 – Biały skoczek · e3 – Biały goniec · a2 – Biały pionek · b2 – Biały pionek · c2 – Biały pionek · f2 – Biały pionek · g2 – Biały pionek · h2 – Biały pionek · a1 – Biała wieża · d1 – Biały hetman · e1 – Biały król · h1 – Biała wieża | a8 – Czarna wieża · c8 – Czarny goniec · d8 – Czarny hetman · e8 – Czarny król · f8 – Czarny goniec · h8 – Czarna wieża · a7 – Czarny pionek · b7 – Czarny pionek · f7 – Czarny pionek · g7 – Czarny pionek · h7 – Czarny pionek · c6 – Czarny skoczek · d6 – Czarny pionek · e6 – Czarny pionek · f6 – Czarny skoczek · c4 – Biały goniec · d4 – Biały skoczek · e4 – Biały pionek · c3 – Biały skoczek · e3 – Biały goniec · a2 – Biały pionek · b2 – Biały pionek · c2 – Biały pionek · f2 – Biały pionek · g2 – Biały pionek · h2 – Biały pionek · a1 – Biała wieża · d1 – Biały hetman · e1 – Biały król · h1 – Biała wieża | a8 – Czarna wieża · c8 – Czarny goniec · d8 – Czarny hetman · e8 – Czarny król · f8 – Czarny goniec · h8 – Czarna wieża · a7 – Czarny pionek · b7 – Czarny pionek · f7 – Czarny pionek · g7 – Czarny pionek · h7 – Czarny pionek · c6 – Czarny skoczek · d6 – Czarny pionek · e6 – Czarny pionek · f6 – Czarny skoczek · c4 – Biały goniec · d4 – Biały skoczek · e4 – Biały pionek · c3 – Biały skoczek · e3 – Biały goniec · a2 – Biały pionek · b2 – Biały pionek · c2 – Biały pionek · f2 – Biały pionek · g2 – Biały pionek · h2 – Biały pionek · a1 – Biała wieża · d1 – Biały hetman · e1 – Biały król · h1 – Biała wieża | a8 – Czarna wieża · c8 – Czarny goniec · d8 – Czarny hetman · e8 – Czarny król · f8 – Czarny goniec · h8 – Czarna wieża · a7 – Czarny pionek · b7 – Czarny pionek · f7 – Czarny pionek · g7 – Czarny pionek · h7 – Czarny pionek · c6 – Czarny skoczek · d6 – Czarny pionek · e6 – Czarny pionek · f6 – Czarny skoczek · c4 – Biały goniec · d4 – Biały skoczek · e4 – Biały pionek · c3 – Biały skoczek · e3 – Biały goniec · a2 – Biały pionek · b2 – Biały pionek · c2 – Biały pionek · f2 – Biały pionek · g2 – Biały pionek · h2 – Biały pionek · a1 – Biała wieża · d1 – Biały hetman · e1 – Biały król · h1 – Biała wieża | a8 – Czarna wieża · c8 – Czarny goniec · d8 – Czarny hetman · e8 – Czarny król · f8 – Czarny goniec · h8 – Czarna wieża · a7 – Czarny pionek · b7 – Czarny pionek · f7 – Czarny pionek · g7 – Czarny pionek · h7 – Czarny pionek · c6 – Czarny skoczek · d6 – Czarny pionek · e6 – Czarny pionek · f6 – Czarny skoczek · c4 – Biały goniec · d4 – Biały skoczek · e4 – Biały pionek · c3 – Biały skoczek · e3 – Biały goniec · a2 – Biały pionek · b2 – Biały pionek · c2 – Biały pionek · f2 – Biały pionek · g2 – Biały pionek · h2 – Biały pionek · a1 – Biała wieża · d1 – Biały hetman · e1 – Biały król · h1 – Biała wieża | a8 – Czarna wieża · c8 – Czarny goniec · d8 – Czarny hetman · e8 – Czarny król · f8 – Czarny goniec · h8 – Czarna wieża · a7 – Czarny pionek · b7 – Czarny pionek · f7 – Czarny pionek · g7 – Czarny pionek · h7 – Czarny pionek · c6 – Czarny skoczek · d6 – Czarny pionek · e6 – Czarny pionek · f6 – Czarny skoczek · c4 – Biały goniec · d4 – Biały skoczek · e4 – Biały pionek · c3 – Biały skoczek · e3 – Biały goniec · a2 – Biały pionek · b2 – Biały pionek · c2 – Biały pionek · f2 – Biały pionek · g2 – Biały pionek · h2 – Biały pionek · a1 – Biała wieża · d1 – Biały hetman · e1 – Biały król · h1 – Biała wieża | 5 |
| 4 | a8 – Czarna wieża · c8 – Czarny goniec · d8 – Czarny hetman · e8 – Czarny król · f8 – Czarny goniec · h8 – Czarna wieża · a7 – Czarny pionek · b7 – Czarny pionek · f7 – Czarny pionek · g7 – Czarny pionek · h7 – Czarny pionek · c6 – Czarny skoczek · d6 – Czarny pionek · e6 – Czarny pionek · f6 – Czarny skoczek · c4 – Biały goniec · d4 – Biały skoczek · e4 – Biały pionek · c3 – Biały skoczek · e3 – Biały goniec · a2 – Biały pionek · b2 – Biały pionek · c2 – Biały pionek · f2 – Biały pionek · g2 – Biały pionek · h2 – Biały pionek · a1 – Biała wieża · d1 – Biały hetman · e1 – Biały król · h1 – Biała wieża | a8 – Czarna wieża · c8 – Czarny goniec · d8 – Czarny hetman · e8 – Czarny król · f8 – Czarny goniec · h8 – Czarna wieża · a7 – Czarny pionek · b7 – Czarny pionek · f7 – Czarny pionek · g7 – Czarny pionek · h7 – Czarny pionek · c6 – Czarny skoczek · d6 – Czarny pionek · e6 – Czarny pionek · f6 – Czarny skoczek · c4 – Biały goniec · d4 – Biały skoczek · e4 – Biały pionek · c3 – Biały skoczek · e3 – Biały goniec · a2 – Biały pionek · b2 – Biały pionek · c2 – Biały pionek · f2 – Biały pionek · g2 – Biały pionek · h2 – Biały pionek · a1 – Biała wieża · d1 – Biały hetman · e1 – Biały król · h1 – Biała wieża | a8 – Czarna wieża · c8 – Czarny goniec · d8 – Czarny hetman · e8 – Czarny król · f8 – Czarny goniec · h8 – Czarna wieża · a7 – Czarny pionek · b7 – Czarny pionek · f7 – Czarny pionek · g7 – Czarny pionek · h7 – Czarny pionek · c6 – Czarny skoczek · d6 – Czarny pionek · e6 – Czarny pionek · f6 – Czarny skoczek · c4 – Biały goniec · d4 – Biały skoczek · e4 – Biały pionek · c3 – Biały skoczek · e3 – Biały goniec · a2 – Biały pionek · b2 – Biały pionek · c2 – Biały pionek · f2 – Biały pionek · g2 – Biały pionek · h2 – Biały pionek · a1 – Biała wieża · d1 – Biały hetman · e1 – Biały król · h1 – Biała wieża | a8 – Czarna wieża · c8 – Czarny goniec · d8 – Czarny hetman · e8 – Czarny król · f8 – Czarny goniec · h8 – Czarna wieża · a7 – Czarny pionek · b7 – Czarny pionek · f7 – Czarny pionek · g7 – Czarny pionek · h7 – Czarny pionek · c6 – Czarny skoczek · d6 – Czarny pionek · e6 – Czarny pionek · f6 – Czarny skoczek · c4 – Biały goniec · d4 – Biały skoczek · e4 – Biały pionek · c3 – Biały skoczek · e3 – Biały goniec · a2 – Biały pionek · b2 – Biały pionek · c2 – Biały pionek · f2 – Biały pionek · g2 – Biały pionek · h2 – Biały pionek · a1 – Biała wieża · d1 – Biały hetman · e1 – Biały król · h1 – Biała wieża | a8 – Czarna wieża · c8 – Czarny goniec · d8 – Czarny hetman · e8 – Czarny król · f8 – Czarny goniec · h8 – Czarna wieża · a7 – Czarny pionek · b7 – Czarny pionek · f7 – Czarny pionek · g7 – Czarny pionek · h7 – Czarny pionek · c6 – Czarny skoczek · d6 – Czarny pionek · e6 – Czarny pionek · f6 – Czarny skoczek · c4 – Biały goniec · d4 – Biały skoczek · e4 – Biały pionek · c3 – Biały skoczek · e3 – Biały goniec · a2 – Biały pionek · b2 – Biały pionek · c2 – Biały pionek · f2 – Biały pionek · g2 – Biały pionek · h2 – Biały pionek · a1 – Biała wieża · d1 – Biały hetman · e1 – Biały król · h1 – Biała wieża | a8 – Czarna wieża · c8 – Czarny goniec · d8 – Czarny hetman · e8 – Czarny król · f8 – Czarny goniec · h8 – Czarna wieża · a7 – Czarny pionek · b7 – Czarny pionek · f7 – Czarny pionek · g7 – Czarny pionek · h7 – Czarny pionek · c6 – Czarny skoczek · d6 – Czarny pionek · e6 – Czarny pionek · f6 – Czarny skoczek · c4 – Biały goniec · d4 – Biały skoczek · e4 – Biały pionek · c3 – Biały skoczek · e3 – Biały goniec · a2 – Biały pionek · b2 – Biały pionek · c2 – Biały pionek · f2 – Biały pionek · g2 – Biały pionek · h2 – Biały pionek · a1 – Biała wieża · d1 – Biały hetman · e1 – Biały król · h1 – Biała wieża | a8 – Czarna wieża · c8 – Czarny goniec · d8 – Czarny hetman · e8 – Czarny król · f8 – Czarny goniec · h8 – Czarna wieża · a7 – Czarny pionek · b7 – Czarny pionek · f7 – Czarny pionek · g7 – Czarny pionek · h7 – Czarny pionek · c6 – Czarny skoczek · d6 – Czarny pionek · e6 – Czarny pionek · f6 – Czarny skoczek · c4 – Biały goniec · d4 – Biały skoczek · e4 – Biały pionek · c3 – Biały skoczek · e3 – Biały goniec · a2 – Biały pionek · b2 – Biały pionek · c2 – Biały pionek · f2 – Biały pionek · g2 – Biały pionek · h2 – Biały pionek · a1 – Biała wieża · d1 – Biały hetman · e1 – Biały król · h1 – Biała wieża | a8 – Czarna wieża · c8 – Czarny goniec · d8 – Czarny hetman · e8 – Czarny król · f8 – Czarny goniec · h8 – Czarna wieża · a7 – Czarny pionek · b7 – Czarny pionek · f7 – Czarny pionek · g7 – Czarny pionek · h7 – Czarny pionek · c6 – Czarny skoczek · d6 – Czarny pionek · e6 – Czarny pionek · f6 – Czarny skoczek · c4 – Biały goniec · d4 – Biały skoczek · e4 – Biały pionek · c3 – Biały skoczek · e3 – Biały goniec · a2 – Biały pionek · b2 – Biały pionek · c2 – Biały pionek · f2 – Biały pionek · g2 – Biały pionek · h2 – Biały pionek · a1 – Biała wieża · d1 – Biały hetman · e1 – Biały król · h1 – Biała wieża | 4 |
| 3 | a8 – Czarna wieża · c8 – Czarny goniec · d8 – Czarny hetman · e8 – Czarny król · f8 – Czarny goniec · h8 – Czarna wieża · a7 – Czarny pionek · b7 – Czarny pionek · f7 – Czarny pionek · g7 – Czarny pionek · h7 – Czarny pionek · c6 – Czarny skoczek · d6 – Czarny pionek · e6 – Czarny pionek · f6 – Czarny skoczek · c4 – Biały goniec · d4 – Biały skoczek · e4 – Biały pionek · c3 – Biały skoczek · e3 – Biały goniec · a2 – Biały pionek · b2 – Biały pionek · c2 – Biały pionek · f2 – Biały pionek · g2 – Biały pionek · h2 – Biały pionek · a1 – Biała wieża · d1 – Biały hetman · e1 – Biały król · h1 – Biała wieża | a8 – Czarna wieża · c8 – Czarny goniec · d8 – Czarny hetman · e8 – Czarny król · f8 – Czarny goniec · h8 – Czarna wieża · a7 – Czarny pionek · b7 – Czarny pionek · f7 – Czarny pionek · g7 – Czarny pionek · h7 – Czarny pionek · c6 – Czarny skoczek · d6 – Czarny pionek · e6 – Czarny pionek · f6 – Czarny skoczek · c4 – Biały goniec · d4 – Biały skoczek · e4 – Biały pionek · c3 – Biały skoczek · e3 – Biały goniec · a2 – Biały pionek · b2 – Biały pionek · c2 – Biały pionek · f2 – Biały pionek · g2 – Biały pionek · h2 – Biały pionek · a1 – Biała wieża · d1 – Biały hetman · e1 – Biały król · h1 – Biała wieża | a8 – Czarna wieża · c8 – Czarny goniec · d8 – Czarny hetman · e8 – Czarny król · f8 – Czarny goniec · h8 – Czarna wieża · a7 – Czarny pionek · b7 – Czarny pionek · f7 – Czarny pionek · g7 – Czarny pionek · h7 – Czarny pionek · c6 – Czarny skoczek · d6 – Czarny pionek · e6 – Czarny pionek · f6 – Czarny skoczek · c4 – Biały goniec · d4 – Biały skoczek · e4 – Biały pionek · c3 – Biały skoczek · e3 – Biały goniec · a2 – Biały pionek · b2 – Biały pionek · c2 – Biały pionek · f2 – Biały pionek · g2 – Biały pionek · h2 – Biały pionek · a1 – Biała wieża · d1 – Biały hetman · e1 – Biały król · h1 – Biała wieża | a8 – Czarna wieża · c8 – Czarny goniec · d8 – Czarny hetman · e8 – Czarny król · f8 – Czarny goniec · h8 – Czarna wieża · a7 – Czarny pionek · b7 – Czarny pionek · f7 – Czarny pionek · g7 – Czarny pionek · h7 – Czarny pionek · c6 – Czarny skoczek · d6 – Czarny pionek · e6 – Czarny pionek · f6 – Czarny skoczek · c4 – Biały goniec · d4 – Biały skoczek · e4 – Biały pionek · c3 – Biały skoczek · e3 – Biały goniec · a2 – Biały pionek · b2 – Biały pionek · c2 – Biały pionek · f2 – Biały pionek · g2 – Biały pionek · h2 – Biały pionek · a1 – Biała wieża · d1 – Biały hetman · e1 – Biały król · h1 – Biała wieża | a8 – Czarna wieża · c8 – Czarny goniec · d8 – Czarny hetman · e8 – Czarny król · f8 – Czarny goniec · h8 – Czarna wieża · a7 – Czarny pionek · b7 – Czarny pionek · f7 – Czarny pionek · g7 – Czarny pionek · h7 – Czarny pionek · c6 – Czarny skoczek · d6 – Czarny pionek · e6 – Czarny pionek · f6 – Czarny skoczek · c4 – Biały goniec · d4 – Biały skoczek · e4 – Biały pionek · c3 – Biały skoczek · e3 – Biały goniec · a2 – Biały pionek · b2 – Biały pionek · c2 – Biały pionek · f2 – Biały pionek · g2 – Biały pionek · h2 – Biały pionek · a1 – Biała wieża · d1 – Biały hetman · e1 – Biały król · h1 – Biała wieża | a8 – Czarna wieża · c8 – Czarny goniec · d8 – Czarny hetman · e8 – Czarny król · f8 – Czarny goniec · h8 – Czarna wieża · a7 – Czarny pionek · b7 – Czarny pionek · f7 – Czarny pionek · g7 – Czarny pionek · h7 – Czarny pionek · c6 – Czarny skoczek · d6 – Czarny pionek · e6 – Czarny pionek · f6 – Czarny skoczek · c4 – Biały goniec · d4 – Biały skoczek · e4 – Biały pionek · c3 – Biały skoczek · e3 – Biały goniec · a2 – Biały pionek · b2 – Biały pionek · c2 – Biały pionek · f2 – Biały pionek · g2 – Biały pionek · h2 – Biały pionek · a1 – Biała wieża · d1 – Biały hetman · e1 – Biały król · h1 – Biała wieża | a8 – Czarna wieża · c8 – Czarny goniec · d8 – Czarny hetman · e8 – Czarny król · f8 – Czarny goniec · h8 – Czarna wieża · a7 – Czarny pionek · b7 – Czarny pionek · f7 – Czarny pionek · g7 – Czarny pionek · h7 – Czarny pionek · c6 – Czarny skoczek · d6 – Czarny pionek · e6 – Czarny pionek · f6 – Czarny skoczek · c4 – Biały goniec · d4 – Biały skoczek · e4 – Biały pionek · c3 – Biały skoczek · e3 – Biały goniec · a2 – Biały pionek · b2 – Biały pionek · c2 – Biały pionek · f2 – Biały pionek · g2 – Biały pionek · h2 – Biały pionek · a1 – Biała wieża · d1 – Biały hetman · e1 – Biały król · h1 – Biała wieża | a8 – Czarna wieża · c8 – Czarny goniec · d8 – Czarny hetman · e8 – Czarny król · f8 – Czarny goniec · h8 – Czarna wieża · a7 – Czarny pionek · b7 – Czarny pionek · f7 – Czarny pionek · g7 – Czarny pionek · h7 – Czarny pionek · c6 – Czarny skoczek · d6 – Czarny pionek · e6 – Czarny pionek · f6 – Czarny skoczek · c4 – Biały goniec · d4 – Biały skoczek · e4 – Biały pionek · c3 – Biały skoczek · e3 – Biały goniec · a2 – Biały pionek · b2 – Biały pionek · c2 – Biały pionek · f2 – Biały pionek · g2 – Biały pionek · h2 – Biały pionek · a1 – Biała wieża · d1 – Biały hetman · e1 – Biały król · h1 – Biała wieża | 3 |
| 2 | a8 – Czarna wieża · c8 – Czarny goniec · d8 – Czarny hetman · e8 – Czarny król · f8 – Czarny goniec · h8 – Czarna wieża · a7 – Czarny pionek · b7 – Czarny pionek · f7 – Czarny pionek · g7 – Czarny pionek · h7 – Czarny pionek · c6 – Czarny skoczek · d6 – Czarny pionek · e6 – Czarny pionek · f6 – Czarny skoczek · c4 – Biały goniec · d4 – Biały skoczek · e4 – Biały pionek · c3 – Biały skoczek · e3 – Biały goniec · a2 – Biały pionek · b2 – Biały pionek · c2 – Biały pionek · f2 – Biały pionek · g2 – Biały pionek · h2 – Biały pionek · a1 – Biała wieża · d1 – Biały hetman · e1 – Biały król · h1 – Biała wieża | a8 – Czarna wieża · c8 – Czarny goniec · d8 – Czarny hetman · e8 – Czarny król · f8 – Czarny goniec · h8 – Czarna wieża · a7 – Czarny pionek · b7 – Czarny pionek · f7 – Czarny pionek · g7 – Czarny pionek · h7 – Czarny pionek · c6 – Czarny skoczek · d6 – Czarny pionek · e6 – Czarny pionek · f6 – Czarny skoczek · c4 – Biały goniec · d4 – Biały skoczek · e4 – Biały pionek · c3 – Biały skoczek · e3 – Biały goniec · a2 – Biały pionek · b2 – Biały pionek · c2 – Biały pionek · f2 – Biały pionek · g2 – Biały pionek · h2 – Biały pionek · a1 – Biała wieża · d1 – Biały hetman · e1 – Biały król · h1 – Biała wieża | a8 – Czarna wieża · c8 – Czarny goniec · d8 – Czarny hetman · e8 – Czarny król · f8 – Czarny goniec · h8 – Czarna wieża · a7 – Czarny pionek · b7 – Czarny pionek · f7 – Czarny pionek · g7 – Czarny pionek · h7 – Czarny pionek · c6 – Czarny skoczek · d6 – Czarny pionek · e6 – Czarny pionek · f6 – Czarny skoczek · c4 – Biały goniec · d4 – Biały skoczek · e4 – Biały pionek · c3 – Biały skoczek · e3 – Biały goniec · a2 – Biały pionek · b2 – Biały pionek · c2 – Biały pionek · f2 – Biały pionek · g2 – Biały pionek · h2 – Biały pionek · a1 – Biała wieża · d1 – Biały hetman · e1 – Biały król · h1 – Biała wieża | a8 – Czarna wieża · c8 – Czarny goniec · d8 – Czarny hetman · e8 – Czarny król · f8 – Czarny goniec · h8 – Czarna wieża · a7 – Czarny pionek · b7 – Czarny pionek · f7 – Czarny pionek · g7 – Czarny pionek · h7 – Czarny pionek · c6 – Czarny skoczek · d6 – Czarny pionek · e6 – Czarny pionek · f6 – Czarny skoczek · c4 – Biały goniec · d4 – Biały skoczek · e4 – Biały pionek · c3 – Biały skoczek · e3 – Biały goniec · a2 – Biały pionek · b2 – Biały pionek · c2 – Biały pionek · f2 – Biały pionek · g2 – Biały pionek · h2 – Biały pionek · a1 – Biała wieża · d1 – Biały hetman · e1 – Biały król · h1 – Biała wieża | a8 – Czarna wieża · c8 – Czarny goniec · d8 – Czarny hetman · e8 – Czarny król · f8 – Czarny goniec · h8 – Czarna wieża · a7 – Czarny pionek · b7 – Czarny pionek · f7 – Czarny pionek · g7 – Czarny pionek · h7 – Czarny pionek · c6 – Czarny skoczek · d6 – Czarny pionek · e6 – Czarny pionek · f6 – Czarny skoczek · c4 – Biały goniec · d4 – Biały skoczek · e4 – Biały pionek · c3 – Biały skoczek · e3 – Biały goniec · a2 – Biały pionek · b2 – Biały pionek · c2 – Biały pionek · f2 – Biały pionek · g2 – Biały pionek · h2 – Biały pionek · a1 – Biała wieża · d1 – Biały hetman · e1 – Biały król · h1 – Biała wieża | a8 – Czarna wieża · c8 – Czarny goniec · d8 – Czarny hetman · e8 – Czarny król · f8 – Czarny goniec · h8 – Czarna wieża · a7 – Czarny pionek · b7 – Czarny pionek · f7 – Czarny pionek · g7 – Czarny pionek · h7 – Czarny pionek · c6 – Czarny skoczek · d6 – Czarny pionek · e6 – Czarny pionek · f6 – Czarny skoczek · c4 – Biały goniec · d4 – Biały skoczek · e4 – Biały pionek · c3 – Biały skoczek · e3 – Biały goniec · a2 – Biały pionek · b2 – Biały pionek · c2 – Biały pionek · f2 – Biały pionek · g2 – Biały pionek · h2 – Biały pionek · a1 – Biała wieża · d1 – Biały hetman · e1 – Biały król · h1 – Biała wieża | a8 – Czarna wieża · c8 – Czarny goniec · d8 – Czarny hetman · e8 – Czarny król · f8 – Czarny goniec · h8 – Czarna wieża · a7 – Czarny pionek · b7 – Czarny pionek · f7 – Czarny pionek · g7 – Czarny pionek · h7 – Czarny pionek · c6 – Czarny skoczek · d6 – Czarny pionek · e6 – Czarny pionek · f6 – Czarny skoczek · c4 – Biały goniec · d4 – Biały skoczek · e4 – Biały pionek · c3 – Biały skoczek · e3 – Biały goniec · a2 – Biały pionek · b2 – Biały pionek · c2 – Biały pionek · f2 – Biały pionek · g2 – Biały pionek · h2 – Biały pionek · a1 – Biała wieża · d1 – Biały hetman · e1 – Biały król · h1 – Biała wieża | a8 – Czarna wieża · c8 – Czarny goniec · d8 – Czarny hetman · e8 – Czarny król · f8 – Czarny goniec · h8 – Czarna wieża · a7 – Czarny pionek · b7 – Czarny pionek · f7 – Czarny pionek · g7 – Czarny pionek · h7 – Czarny pionek · c6 – Czarny skoczek · d6 – Czarny pionek · e6 – Czarny pionek · f6 – Czarny skoczek · c4 – Biały goniec · d4 – Biały skoczek · e4 – Biały pionek · c3 – Biały skoczek · e3 – Biały goniec · a2 – Biały pionek · b2 – Biały pionek · c2 – Biały pionek · f2 – Biały pionek · g2 – Biały pionek · h2 – Biały pionek · a1 – Biała wieża · d1 – Biały hetman · e1 – Biały król · h1 – Biała wieża | 2 |
| 1 | a8 – Czarna wieża · c8 – Czarny goniec · d8 – Czarny hetman · e8 – Czarny król · f8 – Czarny goniec · h8 – Czarna wieża · a7 – Czarny pionek · b7 – Czarny pionek · f7 – Czarny pionek · g7 – Czarny pionek · h7 – Czarny pionek · c6 – Czarny skoczek · d6 – Czarny pionek · e6 – Czarny pionek · f6 – Czarny skoczek · c4 – Biały goniec · d4 – Biały skoczek · e4 – Biały pionek · c3 – Biały skoczek · e3 – Biały goniec · a2 – Biały pionek · b2 – Biały pionek · c2 – Biały pionek · f2 – Biały pionek · g2 – Biały pionek · h2 – Biały pionek · a1 – Biała wieża · d1 – Biały hetman · e1 – Biały król · h1 – Biała wieża | a8 – Czarna wieża · c8 – Czarny goniec · d8 – Czarny hetman · e8 – Czarny król · f8 – Czarny goniec · h8 – Czarna wieża · a7 – Czarny pionek · b7 – Czarny pionek · f7 – Czarny pionek · g7 – Czarny pionek · h7 – Czarny pionek · c6 – Czarny skoczek · d6 – Czarny pionek · e6 – Czarny pionek · f6 – Czarny skoczek · c4 – Biały goniec · d4 – Biały skoczek · e4 – Biały pionek · c3 – Biały skoczek · e3 – Biały goniec · a2 – Biały pionek · b2 – Biały pionek · c2 – Biały pionek · f2 – Biały pionek · g2 – Biały pionek · h2 – Biały pionek · a1 – Biała wieża · d1 – Biały hetman · e1 – Biały król · h1 – Biała wieża | a8 – Czarna wieża · c8 – Czarny goniec · d8 – Czarny hetman · e8 – Czarny król · f8 – Czarny goniec · h8 – Czarna wieża · a7 – Czarny pionek · b7 – Czarny pionek · f7 – Czarny pionek · g7 – Czarny pionek · h7 – Czarny pionek · c6 – Czarny skoczek · d6 – Czarny pionek · e6 – Czarny pionek · f6 – Czarny skoczek · c4 – Biały goniec · d4 – Biały skoczek · e4 – Biały pionek · c3 – Biały skoczek · e3 – Biały goniec · a2 – Biały pionek · b2 – Biały pionek · c2 – Biały pionek · f2 – Biały pionek · g2 – Biały pionek · h2 – Biały pionek · a1 – Biała wieża · d1 – Biały hetman · e1 – Biały król · h1 – Biała wieża | a8 – Czarna wieża · c8 – Czarny goniec · d8 – Czarny hetman · e8 – Czarny król · f8 – Czarny goniec · h8 – Czarna wieża · a7 – Czarny pionek · b7 – Czarny pionek · f7 – Czarny pionek · g7 – Czarny pionek · h7 – Czarny pionek · c6 – Czarny skoczek · d6 – Czarny pionek · e6 – Czarny pionek · f6 – Czarny skoczek · c4 – Biały goniec · d4 – Biały skoczek · e4 – Biały pionek · c3 – Biały skoczek · e3 – Biały goniec · a2 – Biały pionek · b2 – Biały pionek · c2 – Biały pionek · f2 – Biały pionek · g2 – Biały pionek · h2 – Biały pionek · a1 – Biała wieża · d1 – Biały hetman · e1 – Biały król · h1 – Biała wieża | a8 – Czarna wieża · c8 – Czarny goniec · d8 – Czarny hetman · e8 – Czarny król · f8 – Czarny goniec · h8 – Czarna wieża · a7 – Czarny pionek · b7 – Czarny pionek · f7 – Czarny pionek · g7 – Czarny pionek · h7 – Czarny pionek · c6 – Czarny skoczek · d6 – Czarny pionek · e6 – Czarny pionek · f6 – Czarny skoczek · c4 – Biały goniec · d4 – Biały skoczek · e4 – Biały pionek · c3 – Biały skoczek · e3 – Biały goniec · a2 – Biały pionek · b2 – Biały pionek · c2 – Biały pionek · f2 – Biały pionek · g2 – Biały pionek · h2 – Biały pionek · a1 – Biała wieża · d1 – Biały hetman · e1 – Biały król · h1 – Biała wieża | a8 – Czarna wieża · c8 – Czarny goniec · d8 – Czarny hetman · e8 – Czarny król · f8 – Czarny goniec · h8 – Czarna wieża · a7 – Czarny pionek · b7 – Czarny pionek · f7 – Czarny pionek · g7 – Czarny pionek · h7 – Czarny pionek · c6 – Czarny skoczek · d6 – Czarny pionek · e6 – Czarny pionek · f6 – Czarny skoczek · c4 – Biały goniec · d4 – Biały skoczek · e4 – Biały pionek · c3 – Biały skoczek · e3 – Biały goniec · a2 – Biały pionek · b2 – Biały pionek · c2 – Biały pionek · f2 – Biały pionek · g2 – Biały pionek · h2 – Biały pionek · a1 – Biała wieża · d1 – Biały hetman · e1 – Biały król · h1 – Biała wieża | a8 – Czarna wieża · c8 – Czarny goniec · d8 – Czarny hetman · e8 – Czarny król · f8 – Czarny goniec · h8 – Czarna wieża · a7 – Czarny pionek · b7 – Czarny pionek · f7 – Czarny pionek · g7 – Czarny pionek · h7 – Czarny pionek · c6 – Czarny skoczek · d6 – Czarny pionek · e6 – Czarny pionek · f6 – Czarny skoczek · c4 – Biały goniec · d4 – Biały skoczek · e4 – Biały pionek · c3 – Biały skoczek · e3 – Biały goniec · a2 – Biały pionek · b2 – Biały pionek · c2 – Biały pionek · f2 – Biały pionek · g2 – Biały pionek · h2 – Biały pionek · a1 – Biała wieża · d1 – Biały hetman · e1 – Biały król · h1 – Biała wieża | a8 – Czarna wieża · c8 – Czarny goniec · d8 – Czarny hetman · e8 – Czarny król · f8 – Czarny goniec · h8 – Czarna wieża · a7 – Czarny pionek · b7 – Czarny pionek · f7 – Czarny pionek · g7 – Czarny pionek · h7 – Czarny pionek · c6 – Czarny skoczek · d6 – Czarny pionek · e6 – Czarny pionek · f6 – Czarny skoczek · c4 – Biały goniec · d4 – Biały skoczek · e4 – Biały pionek · c3 – Biały skoczek · e3 – Biały goniec · a2 – Biały pionek · b2 – Biały pionek · c2 – Biały pionek · f2 – Biały pionek · g2 – Biały pionek · h2 – Biały pionek · a1 – Biała wieża · d1 – Biały hetman · e1 – Biały król · h1 – Biała wieża | 1 |
|   | a | b | c | d | e | f | g | h |   |

Dragoljub Velimirović, cyr. Драгољуб Велимировић (ur. 12 maja 1942 w Valjevie, zm. 22 maja 2014 w Belgradzie) – serbski szachista, arcymistrz od 1973 roku.

## Kariera szachowa
W latach 70. i 80. XX wieku należał do ścisłej czołówki jugosłowiańskich szachistów. Pomiędzy 1974 a 1990 r. sześciokrotnie wystąpił na szachowych olimpiadach, w swoim debiucie zdobywając dwa srebrne medale (wraz z drużyną oraz za indywidualny wynik na V szachownicy), natomiast w latach 1970–1980 czterokrotnie reprezentował barwy Jugosławii na drużynowych mistrzostwach Europy, na których zdobył dwa medale: srebrny (1973) i brązowy (1977). Poza tym, w 1989 r. w Lucernie został drużynowym wicemistrzem świata. Wielokrotnie startował w finałach indywidualnych mistrzostw kraju, trzykrotnie zajmując I m. (1970 wspólnie z Milanem Vukiciem, 1975 oraz 1997). Trzy razy brał udział w turniejach międzystrefowych (eliminacji mistrzostw świata), osiągając następujące wyniki: Rio de Janeiro (1979) – XIV m., Moskwa (1982) – X m. oraz Szirák (1987) – XII m..
Odniósł wiele sukcesów w turniejach międzynarodowych, m.in. w:
- Skopje (1971, dz. II m. za Lwem Poługajewskim, wspólnie z Albinem Planincem),
- Vrnjackiem Banji (1973, I m.),
- Nowym Sadzie (1976, II m.),
- Praia de Rocha (1978, turniej strefowy, I m.),
- Smederevskiej Palance (1979, II m. za Dusanem Rajkoviciem),
- Zemun (1980, dz. I m. wspólnie z Milanem Vukiciem),
- Borovie (1980, dz. II m. za Milanem Matuloviciem, wspólnie z Branko Roguljem(inne języki)),
- Budvie (1981, turniej strefowy, I m.),
- Banja Luce (1981, dz. II m. za Witalijem Cieszkowskim, wspólnie z Gyulą Saxem i Predragiem Nikoliciem),
- Titogradzie (1984, dz. I m. wspólnie z Wiktorem Korcznojem),
- Vršacu – dwukrotnie I m. w memoriałach Borislava Kosticia (1985 oraz 1987, wspólnie z Jaanem Ehlvestem),
- Zenicy (1989, dz. II m. za Petarem Popoviciem, wspólnie z Branko Damljanoviciem, Siergiejem Smaginem, Emirem Dizdareviciem i Rico Mascarinasem(inne języki)),
- Nikšiciu (1994, I m.),
- Bijeljinie (2001, I m.).

Najwyższy ranking w karierze osiągnął 1 stycznia 1986 r., z wynikiem 2575 punktów dzielił wówczas 20-23. miejsce na światowej liście FIDE, jednocześnie zajmując 2. miejsce (za Ljubomirem Ljubojeviciem) wśród jugosłowiańskich szachistów.
W środowisku szachowym zasłynął ostrym i kombinacyjnym stylem gry, który jednak oprócz spektakularnych zwycięstw był również przyczyną nieoczekiwanych porażek z teoretycznie słabszymi przeciwnikami, co było przeszkodą w osiągnięciu jeszcze lepszych wyników. W teorii debiutów jego nazwisko nosi atak w wariancie Sozina w obronie sycylijskiej, powstający po posunięciach:
- 1.e4 c5 2.Sf3 d6 3.d4 c:d4 4.S:d4 Sf6 5.Sc3 e6 6.Gc4 Sc6 7.Ge3